# 漸新猿科
漸新猿科（Oligopithecidae）是始新世末期（約3700萬年前）生活在埃及的一科靈長目。根據其臼齒及齒尖的構造，相信牠們是吃昆蟲的。在新世界猴分裂出來前，牠們才與舊世界猴及猿分支的。

## 外部連結
- Mikko's Phylogeny Archive - †Oligopithecidae